# 松田大作
松田 大作（まつだ だいさく、1978年9月13日 - ）は、日本中央競馬会 (JRA) の栗東トレーニングセンターに所属していた元騎手。

## 来歴
1997年競馬学校第13期生として栗東・崎山博樹厩舎所属の騎手としてデビュー。同期は武士沢友治。
2001年イタリア・2005年アメリカと技術向上のための遠征を行い、さらに2010年から2011年にかけ親交のあるミルコ・デムーロの伝を頼る形で再度イタリアに赴くなど、世界への遠征を幾度も行っている。2度目のイタリア遠征中の2011年3月11日に東日本大震災が発生し、イタリアで募金を呼び掛け約1300ユーロを被災地へ寄付した。東日本大震災に対する個人・その他各種団体の支援活動も参照。
2013年11月にマカオのタイパ競馬場で行われた2013マカオ国際騎手チャレンジに出場（3位）、マカオ・ゲーミングショーカップ（マカオG2）をドクタースウィートに騎乗し優勝、重賞初勝利をマカオで挙げた。2015年3月21日、ファルコンステークスを14番人気タガノアザガルで制しデビュー19年目でJRA重賞初勝利を挙げ男泣きした。この勝利は馬、管理の千田輝彦調教師にとっても重賞初制覇となった。
2017年2月2日、京都市内で自動車を運転中に道路交通法違反容疑（免許停止中の無免許運転及び速度超過）で検挙され、逮捕には至らなかったものの、罰金刑を受けた。裁定委員会によって2月9日から8月8日まで6ヶ月の騎乗停止処分となった。主戦を務めていたセイウンコウセイは幸英明に乗り替わりとなり、3月26日にGI高松宮記念を制覇。そのレースをテレビで見て号泣したという。騎乗停止中の6月には函館スプリントステークスに出走するシュウジの調教に参加し、8月12日に札幌で復帰した。
2023年12月17日付をもって騎手免許の取消を申請し、騎手を引退した。引退に際して、加齢に伴う騎乗技術や体重調整に衰えを感じたこと、これによる騎乗依頼の減少などで精神的な辛さがあったことを明かしている。JRAでの通算成績は8,924戦500勝（地方競馬91戦11勝）。現役最終騎乗は前週の同年12月10日、中京競馬第10競走（名古屋日刊スポーツ杯・2勝クラス・セグレドスペリオルに騎乗し6着）となった。
引退後は、祇園にてBAR『Dz(ディーズ)』を始める。
2021年4月時点での騎乗依頼仲介者は元お笑い芸人・チングの吉井慎一であった。

## エピソード
- ミルコ・デムーロとは初来日の頃から仲が良く、JRAを受験する時も相談を受けた[18]。
- 騎手としては長身で毎週体重調整に苦労し、「減量だけは本当に早く止めたい。これさえなかったら、ジョッキーってどんなにいい仕事かって思いますもん。」とコメントしている[19]。
- 2013年に当時2歳の娘を交通事故で亡くしている[20]。
- 馬質こそよくないものの騎乗技術は高く、ミルコ・デムーロからも「とても上手」と評価されている。[21]

## 主な騎乗馬
重賞
- ドクタースウィート（2013年マカオ・ゲーミングショーカップ）
- タガノアザガル（2015年ファルコンステークス）[10]
- メイショウスザンナ（2015年クイーンステークス）
- スワーヴアラミス（2021年エルムステークス、2022年東海ステークス）

その他
- タップダンスシチー（2000年天竜川特別、中京芝2500mレコード勝ち）
- ディープスカイ（新馬戦で騎乗）
- ローズキングダム（ラストランとなった新潟大賞典で騎乗）
- タールタン（2015年ファイナルステークス）

## 騎乗成績
| 年度   | 1着 | 2着 | 3着 | 騎乗数 | 勝率 | 連対率 | 複勝率 |
| ------ | --- | --- | --- | ------ | ---- | ------ | ------ |
| 1997年 | 10  | 27  | 36  | 315    | .032 | .117   | .232   |
| 1998年 | 27  | 26  | 27  | 407    | .066 | .130   | .197   |
| 1999年 | 13  | 16  | 25  | 352    | .037 | .082   | .153   |
| 2000年 | 14  | 20  | 22  | 260    | .054 | .131   | .215   |
| 2001年 | 6   | 13  | 15  | 227    | .026 | .084   | .150   |
| 2002年 | 25  | 27  | 28  | 342    | .073 | .152   | .234   |
| 2003年 | 15  | 13  | 25  | 312    | .048 | .090   | .170   |
| 2004年 | 8   | 8   | 19  | 182    | .044 | .088   | .192   |
| 2005年 | 8   | 20  | 13  | 275    | .029 | .102   | .149   |
| 2006年 | 18  | 20  | 18  | 240    | .075 | .158   | .233   |
| 2007年 | 16  | 26  | 14  | 267    | .060 | .157   | .210   |
| 2008年 | 23  | 24  | 24  | 385    | .060 | .122   | .184   |
| 2009年 | 24  | 23  | 31  | 383    | .063 | .123   | .204   |
| 2010年 | 15  | 20  | 27  | 330    | .045 | .106   | .188   |
| 2011年 | 23  | 21  | 31  | 355    | .065 | .124   | .211   |
| 2012年 | 24  | 25  | 26  | 411    | .054 | .111   | .170   |
| 2013年 | 47  | 45  | 48  | 609    | .077 | .151   | .230   |
| 2014年 | 33  | 34  | 43  | 548    | .060 | .122   | .201   |
| 中央   | 349 | 408 | 472 | 6230   | .057 | .123   | .199   |
| 地方   | 9   | 10  | 4   | 71     | .132 | .265   | .324   |

|            | 日付          | 競馬場・開催  | 競走名                | 馬名               | 頭数 | 人気 | 着順 |
| ---------- | ------------- | ------------- | --------------------- | ------------------ | ---- | ---- | ---- |
| 初騎乗     | 1997年3月1日  | 1回中京1日1R  | 4歳未勝利             | アップシャーディー | 16頭 | 10   | 13着 |
| 初勝利     | 1997年3月15日 | 1回中京5日6R  | 5歳上500万円下        | サザンオー         | 10頭 | 1    | 1着  |
| 重賞初騎乗 | 1998年3月21日 | 1回中京7日11R | 中京記念              | トウカイサイレンス | 16頭 | 16   | 12着 |
| 重賞初勝利 | 2015年3月21日 | 2回中京3日11R | ファルコンステークス  | タガノアザガル     | 18頭 | 14   | 1着  |
| GI初騎乗   | 1999年12月5日 | 5回阪神2日11R | 阪神3歳牝馬ステークス | グロウリボン       | 14頭 | 12   | 13着 |